# The Inchtabokatables
The Inchtabokatables (av fankretsen kallade Inchies eller Inchties) var ett punk/folkband från Berlin, existerade 1991–2002.
Basisten Oliver "Ollie" Riedel lämnade bandet 1994 och blev sedan känd som medlem i Rammstein.

## Medlemmar
Senaste medlemmar
- Robert "B. Broiler" Beckmann – sång, violin
- Tobias "B. Deutung" Unterberg – cello
- Jan "Herr Jeh" Klemm – violin
- Titus "Kokolores Mitnichten" / "Dr. Tinitus Banani" Jany – slagverk
- Moeh (eg. Dirk Haverkamp) – basgitarr
- Vadda – mixerbord

Tidigare medlemmar
- Franzi Underdrive (eg. Franziska Schubert) – basgitarr (1991–1997)
- Orgien-Olli (eg. Oliver "Ollie" Riedel) – basgitarr (1991–1994)
- Hans "Tomato" Müller Fornah – basgitarr (1991–1995)

## Diskografi
Album
- Inchtomanie (1992)
- White Sheep (1993)
- Ultra (1994)
- Quiet (1997)
- Too Loud (1998)
- Nine Inch Years (2000)
- Mitten im Krieg (2001)
- Ultimate Live (2002)

Singlar/EPs
- "Merry Christmas" / "X-mas in The Old Man's Hat" (1995)
- Übertrieben/Western Song (EP) (1997)
- You Chained Me Up (EP) (1998)
- "Come With Me" (maxi-singel) (2001)